# Spedizione inglese in Sardegna
La spedizione inglese in Sardegna fu un episodio della guerra di successione spagnola che ebbe luogo nel mese di agosto del 1708.

## Premesse
La spedizione per la conquista della Sardegna fu caldeggiata da Fernandez de Sylva, conte di Cifuentes, facente parte del partito filo-asburgico, che espose il suo piano a Carlo d'Asburgo. Il piano fu approvato e ricevette l'apprezamento anche del re d'Inghilterra che offrì il suo aiuto per il compimento dell'impresa.
Carlo affidò l'incarico per la conquista dell'isola a Sir John Leake, comandante della flotta britannica del Mediterraneo. Oltre alle truppe inglesi, guidate dal maggior generale Willis, furono arruolati dei soldati a Barcellona, inquadrati nel reggimento detto della Clariana comandato da Fernandez de Sylva.

## Svolgimento

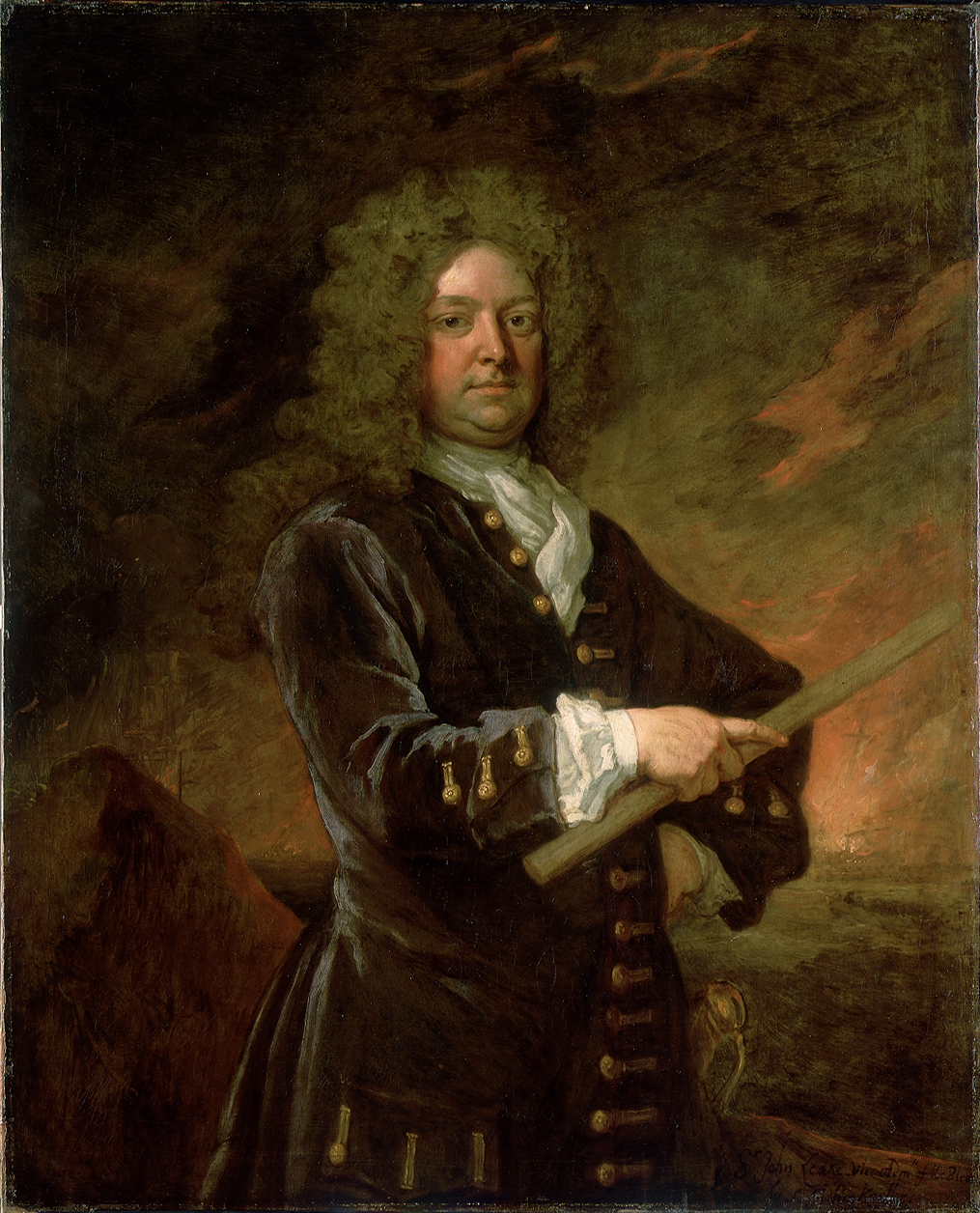
Sir John Leake

La flotta britannica, partita dal porto di Barcellona il 5 agosto e composta da 40 vascelli, sia inglesi che olandesi, due bombarde e varie navi da trasporto, comparve nel golfo di Cagliari il 12 dello stesso mese gettando nel panico la popolazione locale. Così Leake osservò, dopo aver studiato la città con il suo cannocchiale:
Poche ore dopo, il comandante inglese fece sbarcare degli ambasciatori che proposero alle autorità del Regno di Sardegna di accettare il dominio di Carlo con la promessa che tutti gli antichi privilegi sarebbero stati rispettati, in alternativa la città sarebbe stata bombardata.
Le autorità, divise fra sostenitori di Carlo e sostenitori di Filippo, dopo ore di riunione non riuscirono a decidersi sul da farsi e chiesero quindi agli inglesi altro tempo. A questo punto Leake e Norris, per accelerare i tempi, decisero di attuare un bombardamento dimostrativo su Cagliari. La mattina seguente le truppe del reggimento della Clariana e i marines inglesi sbarcarono presso Sant'Elia.
Nella confusione che seguì, il partito pro-Asburgo cagliaritano diede il via ad una sommossa contro i sostenitori di Filippo V. Il viceré a questo punto chiese un armistizio agli inglesi che lo accettarono. Intanto le truppe della Clariana alla guida di Fernandez de Sylva entrarono in città accolte benevolmente dalla popolazione e occuparono Castello. La resa venne stipulata nel palazzo regio.
Nei giorni successivi anche le città di Alghero e Castelsardo si arresero agli inglesi senza colpo ferire. Ebbe così fine dopo quattro secoli il dominio iberico in Sardegna, che passò agli Asburgo d'Austria (acquisizione che verrà ratificata dal trattato di Utrecht del 1713).
La carica di nuovo viceré di Sardegna venne assunta dallo stesso Fernandez de Sylva.